# 3-羟基丙酸脱氢酶
3-羟基丙酸脱氢酶（英語：3-hydroxypropionate dehydrogenase，EC 1.1.1.59（页面存档备份，存于））也称为“3-羟丙酸脱氢酶”，是一种以NAD+或NADP+为受体、作用于供体CH-OH基团上的氧化还原酶。这种酶能催化以下酶促反应：
3-羟基丙酸 + NAD+ {\displaystyle \rightleftharpoons } 3-氧代丙酸 + NADH + H+
3-羟基丙酸脱氢酶主要参与β-丙氨酸以及丙酸的代谢过程。